# 草滩镇
草滩镇，是中华人民共和国甘肃省白银市会宁县下辖的一个乡镇级行政单位。
2016年6月8日，甘肃省民政厅批复同意撤销草滩乡，设立草滩镇。

## 行政区划
草滩镇下辖以下地区：
油房沟村、麦李家村、孔家寨子村、断岘村、殿坪村、杨家川村和姚家岔村。